# Oberpfaffenhofen

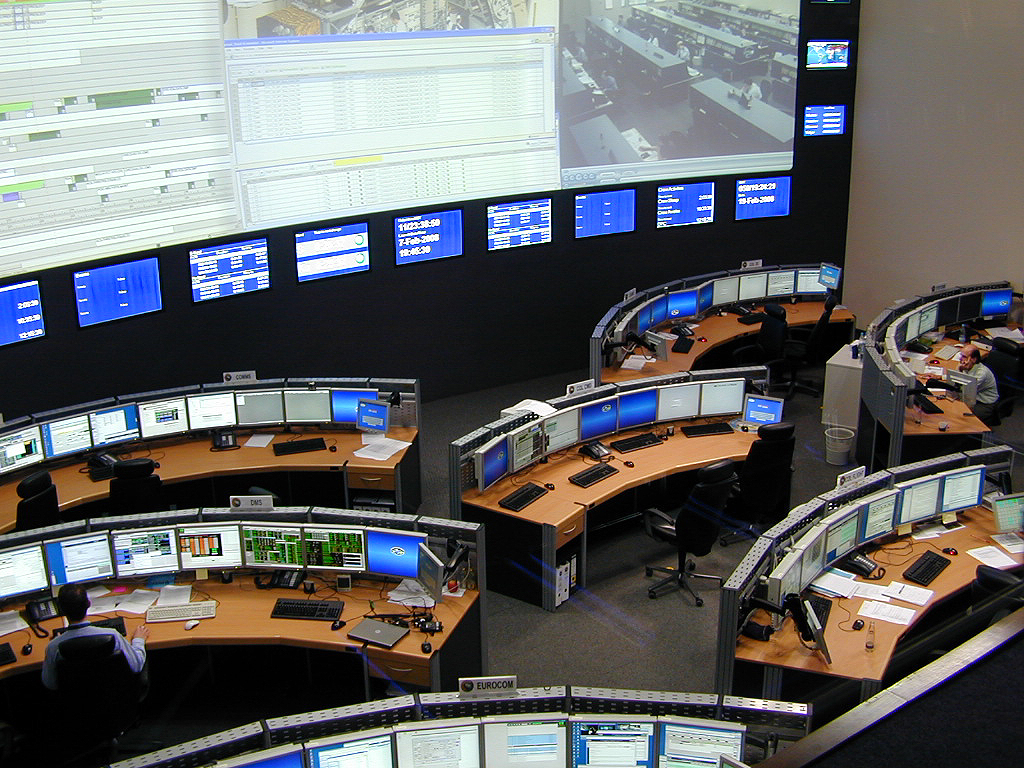
German Space Operations Center (GSOC) Oberpfaffenhofen

Oberpfaffenhofen é um vilarejo que faz parte do município de Weßling no distrito de Starnberg, Baviera, Alemanha. Está localizado a uma distância de 20 quilômetros do centro de Munique.
O vilarejo é sede da maior instalação do Centro Aeroespacial Alemão (Deutsches Zentrum für Luft- und Raumfahrt, DLR) e tornou-se conhecido quando em 1983 o primeiro astronauta alemão (da então Alemanha Oriental), o físico Ulf Merbold, voou para o espaço a bordo de um Ônibus Espacial durante uma missão do Spacelab. Essas missões eram parcialmente supervisionadas pelo Centro Alemão de Operações Espaciais (GSOC) localizado em Oberpfaffenhofen.
O centro de pesquisas em Oberpfaffenhofen hospeda várias instalações da DLR, incluindo o Centro de Controle Columbus com o qual a DLR realiza operações para a ESA, a EADS Astrium, o Instituto Fraunhofer e também para outras instituições científicas.
Também está situada em Oberpfaffenhofen uma área industrial da (agora insolvente) Dornier Luftfahrt GmbH (agora parte da  Fairchild Dornier). Essa indústria aeroespacial compartilha o aeroporto local com a DLR.
Durante a ocupação da Alemanha após a Segunda Guerra Mundial o aeroporto foi designado como Depósito da Força Aérea e também como terminal de manutenção para aeronaves que foram utilizadas durante o Bloqueio de Berlim em 1948-49.